# Hontnádas
Hontnádas (szlovákul Hontianske Trsťany, korábban Nadošany) község Szlovákiában, a Nyitrai kerület Lévai járásában.

## Fekvése
Ipolyságtól 20 km-re északnyugatra fekszik.

## Élővilága
Hontnádason legalább 2022-től tartanak számon gólyafészket, 2024-ben 3 fiókát számoltak meg.

## Története
1244-ben "Nadasd" alakban említik először. A község területe honti várföldekhez tartozott, melyet IV. Béla király Bogislaus honti várjobbágynak adományozott. A falu neve a sági prépostság alapítólevelében is szerepel. 1332-ben a pápai tizedjegyzék már templomát is említi, melyet Szent Bertalan tiszteletére szenteltek. A falu a török pusztításoktól sokat szenvedett, ekkor pusztult el régi temploma is. A török alól csak 1685-ben szabadult fel, azután a jezsuiták birtokolták. 1776-tól a besztercebányai káptalané. 1715-ben malma és 45 portája volt. 1828-ban 69 házában 416 lakos élt, akik főként mezőgazdaságból, szőlőtermesztésből éltek. A 19. század közepén a besztercei káptalan volt a falu birtokosa.
Vályi András szerint "NÁDAS. Nadosani. Tót falu Hont Várm. földes Ura a’ Besztercze Bányai Káptalanbéli Uraság, lakosai katolikusok, fekszik a’ Báti útban, Báthoz másfél órányira, Házas, és Apáti Maróthoz 1/2 órányira, határjában tsak nem minden javai vannak, jó szántó földgyök van, termékeny a’ szőlejek is, gabonájokat Bátban, boraikat pedig Selmetzen árúllyák, kő bányája is vagyon."
Fényes Elek szerint "Nádas, tót-magyar falu. Hont vmegyében, egy kies környéken, ut. p. Ipoly-Sághoz északra 2 1/2 mfd. a lévai országutban: 401 kath., 1 evang. lak. Kath. paroch. templom. Kőbánya. Sok és jó bor. F. u. a beszterczei káptalan, s m. t."
A trianoni békeszerződésig Hont vármegye Báti járásához tartozott.

## Népessége
| Év:            | 1994. | 2004.   | 2014.   | 2024.   |
| -------------- | ----- | ------- | ------- | ------- |
| Emberek száma: | 378   | 346     | 317     | 290     |
| Eltérés:       |       | -8,46 % | -8,38 % | -8,51 % |

| Év:            | 2023. | 2024.   |
| -------------- | ----- | ------- |
| Emberek száma: | 297   | 290     |
| Eltérés:       |       | -2,35 % |

1880-ban 472 lakosából 15 magyar és 433 szlovák anyanyelvű volt.
1890-ben 495 lakosából 19 magyar és 469 szlovák anyanyelvű volt.
1900-ban 589 lakosából 57 magyar és 524 szlovák anyanyelvű volt.
1910-ben 549 lakosából 28 magyar és 501 szlovák anyanyelvű volt.
1921-ben 521 lakosa mind csehszlovák volt.
1930-ban 548 lakosából 524 csehszlovák, 22 egyéb nemzetiségű és 2 állampolgárság nélküli volt.
1991-ben 378 lakosából 2 magyar és 374 szlovák volt.
2001-ben 350 lakosából 338 szlovák volt.
2011-ben 325 lakosából 314 szlovák, 1 cseh és 10 ismeretlen nemzetiségű volt.
2021-ben 306 lakosából 300 szlovák, (+1) magyar, 1 (+1) egyéb és 5 ismeretlen nemzetiségű volt.

## Neves személyek
- Itt született 1856-ban Tergina Gyula királyi tanácsos és királyi tanfelügyelő.

## Nevezetességei
- Szent Bertalan tiszteletére szentelt római katolikus temploma 1759-ben épült barokk stílusban.

## Külső hivatkozások
- Községinfó
- Hontnádas Szlovákia térképén[halott link]
- E-obce.sk